# Битва при чёрной дыре. Моё сражение со Стивеном Хокингом за мир, безопасный для квантовой механики
Битва при черной дыре. Мое сражение со Стивеном Хокингом за мир, безопасный для квантовой механики (англ. Black Hole War: My Battle with Stephen Hawking to Make the World Safe for Quantum Mechanics) — научно-популярная книга 2008 года американского физика-теоретика Леонарда Сасскинда. В книге рассматривается информационный парадокс чёрной дыры и связанный с ним научный спор между Стивеном Хокингом и Сасскиндом. Сасскинд известен своими работами по теории струн; предыдущую научно-популярную книгу «Космический ландшафт» написал в 2005 году.

## Обзор
Хокинг предположил, что информация теряется в чёрных дырах и не сохраняется в излучении Хокинга. Сасскинд не согласился, утверждая, что выводы Хокинга нарушают один из самых основных научных законов Вселенной — сохранение информации. Как изображает Сасскинд в своей книге, «Битва при черной дыре» была «подлинным научным спором» между учёными, отдававшими предпочтение принципам относительности, а не сторонниками квантовой механики. Дискуссия привела к голографическому принципу, предложенному Герардом ’т Хоофтом и усовершенствованному Сасскиндом, согласно которому информация фактически сохраняется, хранясь на границе системы.

## Реакция критики
Шон М. Кэрролл в The Wall Street Journal похвалил книгу за успешное объяснение темы таким образом, чтобы её могли понять непрофессиональные читатели, несмотря на её сложность. Кэрролл пишет, что книга содержит «множество анекдотов» и что «остроумие и способности Сасскинда к рассказыванию историй… приятно отражены в книге». Джордж Джонсон из The New York Times критически отозвался о начале книги, написав, что введение в основные концепции теории относительности и квантовой механики было излишним, особенно для читателей, которые уже читали другие научно-популярные книги по теоретической физике. Лев Гроссман в журнале Time поставил книге оценку «B+», заявив, что «вы могли бы отвергнуть всё это как расправу ботаника над ботаником, но тогда вы упустите объяснение Сасскинда, почему Вселенная на самом деле является голограммой». Джесси Коэн из «Лос-Анджелес Таймс» раскритиковал книгу за её «склонность к отступлениям» с личными анекдотами, хотя книга «светится теплотой разговоров». New Scientist включил эту книгу в список выбора редактора 2008 года, а газета The Washington Post отметила её как одну из лучших книг 2008 года в своём ежегодном путеводителе по праздничным покупкам.